# Benešovici
Benešovici, Benešovci či Benešovicové byli česko-slezský šlechtický rod. V erbu měli bílou zavinutou střelu na červeném podkladu. V starší literatuře se uvádí, že pocházeli z Benešova, a že jejich zakladatelem byl Beneš, jeden z vojáků, kteří bojovali v bitvě o Milán roku 1158. Podle soudobých pramenů se však žádný takový Beneš tažení nezúčastnil a jedná se jen o pověst. Starší literaturu provází množství nepřesností týkajících se rodokmenu, jednotlivých osob rodu i jejich příbuzenských vazeb.

## Původ rodu
Původ rodu Benešoviců je nejasný a není zřejmé, kde má rod své kořeny. Část historiků se domnívá, že se jedná o pány, jejichž prapředek pocházel z polského rodu Odrowąż (Odřivous), který měl stejný erb zavinulé střely. První zmínky o příslušnících rodu pocházejí z Moravy a zejména z Opavska (náležící do povodí řeky Odry). Středověký letopisec Beneš Minorita uvádí, že pražský probošt Tobiáš soustředil ostatky svých předků v Benešově, kde je pohřbil uprostřed chóru. Zdá se, že Benešovicové pocházejí pravděpodobně z Dolního Benešova na Opavsku, odkud byly ostatky jejich významných rodových příslušníků převezeny do Benešova, který byl založen později, a který se stal reprezentativním sídlem v dosahu hlavního, královského města Prahy.

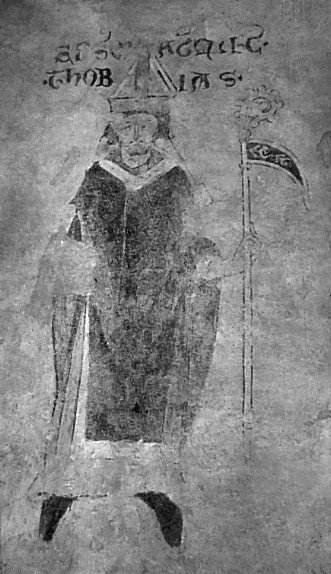
Biskup Tobiáš z Bechyně (freska v kostele sv. Bartoloměje v pražských Kyjích)

Nejstarším známým příslušníkem rodu, po kterém došlo k jeho pojmenování, je Beneš z Benešova, který se uvádí v letech 1219–1222. Ten měl šest synů, z nichž nejstarší byl Vok z Benešova, který se uvádí v letech 1219–1250 jak na moravských, tak na českých listinách. Pohyboval se v družině moravského markraběte Přemysla a zastával úřad moravského podkomořího. Další dva bratři Robert a Tobiáš se dali na duchovní dráhu. O Matouši, zakladateli rodu pánů z Dubé, existuje pouze jedna písemná zmínka z roku 1233, kdy vystupuje jako Matouš, syn Benešův. Další Benešův syn Ondřej vystupuje v listinách vedle svého staršího bratra Voka. Drslav se uvádí jak na českých, tak na moravských listinách.
Nejstarší Benešův syn Vok z Benešova měl pravděpodobně osm synů. Nejstarším byl Beneš ze Cvilína, dalším byl Tobiáš z Bechyně (z Benešova), pozdější pražský biskup. Dalšími bratry byli Robert, který předčasně zemřel a Ondřej, zakladatel rodu z Tvorkova. O dalších Vokových synech nepanuje mezi historiky shoda, někteří se domnívají, že jde o jiné příslušníky rodu (např. o bratrance). Je bezpečně prokázáno, že Vok z Kravař a Benešova (zakladatel větve z Kravař), Zbyslav (zakladatel větve ze Štráleka) a Jan (zakladatel větve z Bučovic) byli bratři. Jako nejpravděpodobnější se jeví možnost, že i oni byli syny Voka z Benešova. Historické prameny o těchto třech Benešovcích jsou však skoupé.
Stejně jako ve 13. století, tak i v pozdějším období dochází k rozrodu Benešovců, kteří se rozdělili na pány z Dubé, z Kravař, z Bechyně, z Benešova, z Dědic, z Tvorkova, ze Cvilína, z Doubravice, z Bránice, z Bohuslavic, Sedlnické z Choltic a další.

## Rodokmen
- Beneš I. z Benešova (1219–1222) – jediná písemná zmínka
  - Vok z Benešova (1219–1250)
    - Beneš ze Cvilína (1245–1265), zakladatel větve ze Cvilína
    - Tobiáš z Bechyně (1278–1296), pražský biskup
    - Ondřej z Tvorkova (1248–1264), zakladatel větve z Tvorkova
    - Milota z Dědic (1252–1307), zakladatel větve z Dědic
    - Vok z Kravař a Benešova (1274–1283), zakladatel větve z Kravař
    - Zbyslav (1281–1293), zakladatel větve ze Štráleka
    - Jan (1288–1298), zakladatel větve z Bučovic

  - Robert (1243–1269), od roku 1243 opat v klášteře Hradisko
  - Tobiáš (1229–1261), od roku 1229 kanovník pražský, 1235 pražský arcijáhen, 1238–1243 kapitulní děkan
  - Matouš (1233), zakladatel pánů z Dubé
  - Ondřej (1225–1248)
  - Drslav (1234–1255), zakladatel pánů z Bechyně